# Bahnhof Milano Porta Venezia
Der Bahnhof Milano Porta Venezia ist eine unterirdische Haltestelle des „Passantes“, der Stammstrecke der Mailänder S-Bahn.

## Geschichte
Der damalige Bahnhof Milano Porta Venezia wurde am 21. Dezember 1997 in Betrieb genommen und diente damals als temporärer Endpunkt der von Bovisa kommenden Strecke. Am 30. Juni 2002 wurde der „Passante“ weiter nach Dateo verlängert, so dass der Bahnhof Porta Venezia ein einfacherer Haltepunkt wurde.

## Anbindung
Am Bahnhof besteht eine Umsteigemöglichkeit zum gleichnamigen U-Bahnhof sowie mit den Linien 5 und 33 der Straßenbahn Mailand.
| Linie | Verlauf |
| ----- | --- |
|       | Saronno – Saronno Sud – Caronno Pertusella – Cesate – Garbagnate Milanese – Garbagnate Parco delle Groane – Bollate Nord – Bollate Centro – Novate Milanese – Milano Nord Quarto Oggiaro – Milano Bovisa Politecnico – Milano Lancetti – Milano Porta Garibaldi – Milano Repubblica – Milano Porta Venezia – Milano Dateo – Milano Porta Vittoria – Milano Rogoredo – San Donato Milanese – Borgolombardo – San Giuliano Milanese – Melegnano – San Zenone al Lambro – Tavazzano – Lodi      |
|       | Mariano Comense – Cabiate – Meda – Seveso – Cesano Maderno – Bovisio Masciago-Mombello – Varedo – Palazzolo Milanese – Paderno Dugnano – Cormano-Cusano Milanino – Milano Bruzzano – Milano Affori – Milano Bovisa Politecnico – Milano Lancetti – Milano Porta Garibaldi – Milano Repubblica – Milano Porta Venezia – Milano Dateo – Milano Porta Vittoria – Milano Rogoredo |
|       | Varese – Gazzada-Schianno-Morazzone – Castronno – Albizzate-Solbiate Arno – Cavaria-Oggiona-Jerago – Gallarate – Busto Arsizio – Legnano – Canegrate – Vanzago-Pogliano – Rho – Rho Fiera – Milano Certosa – Milano Villapizzone – Milano Lancetti – Milano Porta Garibaldi – Milano Repubblica – Milano Porta Venezia – Milano Dateo – Milano Porta Vittoria – Milano Forlanini – Segrate – Pioltello-Limito – Vignate – Melzo – Pozzuolo Martesana – Trecella – Cassano d’Adda – Treviglio |
|       | Novara – Trecate – Magenta – Corbetta-Santo Stefano Ticino – Vittuone-Arluno – Pregnana Milanese – Rho – Rho Fiera – Milano Certosa – Milano Villapizzone – Milano Lancetti – Milano Porta Garibaldi – Milano Repubblica – Milano Porta Venezia – Milano Dateo – Milano Porta Vittoria – Milano Forlanini – Segrate – Pioltello-Limito – Vignate – Melzo – Pozzuolo Martesana – Trecella – Cassano d’Adda – Treviglio                                                                        |
|       | Milano Bovisa Politecnico – Milano Lancetti – Milano Porta Garibaldi – Milano Repubblica – Milano Porta Venezia – Milano Dateo – Milano Porta Vittoria – Milano Rogoredo – San Donato Milanese – Borgolombardo – San Giuliano Milanese – Melegnano |
|       | Milano Bovisa Politecnico – Milano Lancetti – Milano Porta Garibaldi – Milano Repubblica – Milano Porta Venezia – Milano Dateo – Milano Porta Vittoria – Milano Rogoredo – Locate Triulzi – Villamaggiore – Certosa di Pavia – Pavia |